# Црква Светог Архиђакона Стефана у Голубићу
Црква Светог Архиђакона Стефана у Голубићу је храм Српске православне цркве који се налази у Голубићу, у Републици Хрватској. Припада Епархији далматинској. Посвећен је Преносу моштију архиђакона Стефана.

## Историја
Црква је саграђена 1462. године, благословом зетског митрополита Јосифа у част Светог архиђакона Стефана. У извјештају генералног провидура Франческа Гриманија од 1758. године, помиње се црква Св. Архиђакона Стафана у Голубићу са годином подизања 1462. и годином обнављања 1681. Историчар и епископ далматински Никодим Милаш о градњи цркве пише:
Љетопис нам спомиње даје 1450. г. прешао неки јачи број Срба из Босне у данашње Котаре и да су тада населили данашње село Кула Атлагића, а уједно биљежи, да је исте године подигнута била православна црква у част св. Николе и то благословом зетског митрополита Јосифа. Благословом истога митрополита биле су отворене још три цркве: у Пађенама у част св. Ђорђа (1456), у Полачи у част св. апостола Петра и Павла (1458) и у Голубићу у част св. Стевана.
У цркви је до отаџбинског рата чуван извјестан број богослужбених књига, а међу најдрагоцјенијим су били:
- Јеванђеље штампано у Лавову из 1715. године;
- Јеванђеље из 1721. године;
- Страсно Јеванђеље из 1764. године;
- Књига кратких правила и поука о догматима вјере израђена у кијевопечерској Лаври 1768. године.[3]